# Damallsvenskan 2013
La Damallsvenskan 2013 è stata la 26ª edizione della massima divisione del campionato svedese femminile di calcio. Il campionato è iniziato il 13 aprile 2013 e si è concluso il 20 ottobre 2013. Il LdB Malmö ha vinto il campionato per l'ottava volta nella sua storia sportiva.

## Stagione

### Novità
Dalla Damallsvenskan 2012 sono stati retrocessi in Elitettan il Djurgården e l'AIK. Dalla Division 1 sono stati promossi il Sunnanå e il Mallbacken.

### Formato
Le 12 squadre si affrontano in un girone all'italiana con partite di andata e ritorno, per un totale di 22 giornate. La squadra prima classificata è campione di Svezia, mentre le ultime due classificate retrocedono in Elitettan. Le prime due classificate sono ammesse alla UEFA Women's Champions League 2014-2015.

## Squadre partecipanti
| Club                 | Città        | Stadio                 | Stagione 2012                |
| -------------------- | ------------ | ---------------------- | ---------------------------- |
| Jitex BK             | Mölndal      | Åbyvallen              | 9º posto in Damallsvenskan   |
| KIF Örebro           | Örebro       | Behrn Arena            | 10º posto in Damallsvenskan  |
| Kopparbergs/Göteborg | Göteborg     | Valhalla Idrottsplats  | 4º posto in Damallsvenskan   |
| Kristianstads DFF    | Kristianstad | Vilans Idrottsplats    | 5º posto in Damallsvenskan   |
| LdB Malmö            | Malmö        | Malmö Idrottsplats     | 2º posto in Damallsvenskan   |
| Linköping            | Linköping    | Linköping Arena        | 3º posto in Damallsvenskan   |
| Mallbackens IF Sunne | Lysvik       | Strandvallen           | 1º posto in Division 1 Södra |
| Piteå IF             | Piteå        | LF Arena               | 8º posto in Damallsvenskan   |
| Sunnanå SK           | Skellefteå   | Norrvalla Idrottsplats | 1º posto in Division 1 Norra |
| Tyresö FF            | Tyresö       | Tyresövallen           | Campione di Svezia           |
| Umeå IK              | Umeå         | T3 Arena               | 7º posto in Damallsvenskan   |
| Vittsjö GIK          | Vittsjö      | Vittsjö Idrottsplats   | 6º posto in Damallsvenskan   |

## Classifica finale
Fonte: sito ufficiale.
|  | Pos. | Squadra              | Pt | G  | V  | N | P  | GF | GS | DR  |
|  | ---- | -------------------- | -- | -- | -- | - | -- | -- | -- | --- |
|  | 1.   | LdB Malmö            | 55 | 22 | 17 | 4 | 1  | 55 | 14 | +41 |
|  | 2.   | Tyresö FF            | 48 | 22 | 14 | 6 | 2  | 71 | 24 | +47 |
|  | 3.   | Linköping            | 46 | 22 | 14 | 4 | 4  | 46 | 25 | +21 |
|  | 4.   | Kopparbergs/Göteborg | 33 | 22 | 9  | 6 | 7  | 33 | 31 | +2  |
|  | 5.   | Umeå IK              | 31 | 22 | 9  | 4 | 9  | 31 | 29 | +2  |
|  | 6.   | KIF Örebro           | 29 | 22 | 7  | 8 | 7  | 37 | 35 | +2  |
|  | 7.   | Piteå IF             | 27 | 22 | 7  | 6 | 9  | 31 | 32 | -1  |
|  | 8.   | Vittsjö GIK          | 27 | 22 | 7  | 6 | 9  | 32 | 34 | -2  |
|  | 9.   | Kristianstads DFF    | 24 | 22 | 7  | 3 | 12 | 38 | 43 | -5  |
|  | 10.  | Jitex BK             | 22 | 22 | 5  | 7 | 10 | 20 | 37 | -17 |
|  | 11.  | Mallbackens IF Sunne | 16 | 22 | 3  | 7 | 12 | 17 | 40 | -23 |
|  | 12.  | Sunnanå SK           | 5  | 22 | 0  | 5 | 17 | 15 | 82 | -67 |

Legenda:
      Campione di Svezia e ammessa alla UEFA Women's Champions League 2014-2015.
      Ammessa alla UEFA Women's Champions League 2014-2015.
      Retrocesse in Elitettan.
Note:
Tre punti a vittoria, uno a pareggio, zero a sconfitta.

## Risultati

### Tabellone
|              | Jit  | KIF  | KGö  | Kri  | LdB  | Lin  | Mal  | Pit  | Sun  | Tyr  | Ume  | Vit  |
| ------------ | ---- | ---- | ---- | ---- | ---- | ---- | ---- | ---- | ---- | ---- | ---- | ---- |
| Jitex        | –––– | 2-4  | 0-0  | 1-0  | 0-2  | 1-1  | 1-1  | 1-1  | 5-2  | 0-7  | 2-1  | 0-0  |
| KIF Örebro   | 0-1  | –––– | 0-2  | 3-1  | 0-0  | 1-5  | 4-0  | 1-1  | 6-1  | 1-1  | 4-0  | 3-1  |
| K. Göteborg  | 0-0  | 4-1  | –––– | 4-3  | 0-5  | 1-1  | 5-1  | 1-0  | 3-0  | 2-2  | 1-1  | 0-1  |
| Kristianstad | 1-0  | 2-2  | 2-0  | –––– | 0-1  | 1-2  | 3-0  | 1-1  | 5-1  | 2-3  | 1-2  | 1-1  |
| LdB Malmö    | 1-0  | 4-2  | 3-1  | 5-0  | –––– | 4-0  | 3-0  | 1-0  | 4-0  | 2-2  | 2-0  | 4-0  |
| Linköping    | 4-0  | 2-2  | 3-0  | 3-1  | 3-1  | –––– | 1-0  | 3-1  | 1-1  | 4-1  | 1-0  | 3-0  |
| Mallbacken   | 1-0  | 1-1  | 0-1  | 1-2  | 1-1  | 3-1  | –––– | 3-0  | 1-1  | 1-1  | 0-2  | 1-3  |
| Piteå        | 3-2  | 0-1  | 0-2  | 3-2  | 2-2  | 1-2  | 1-0  | –––– | 2-0  | 1-1  | 2-3  | 3-0  |
| Sunnanå      | 0-0  | 0-0  | 1-2  | 1-4  | 0-3  | 1-4  | 1-1  | 2-5  | –––– | 0-8  | 0-1  | 1-5  |
| Tyresö       | 5-0  | 3-0  | 4-1  | 5-1  | 2-3  | 2-0  | 5-0  | 2-1  | 10-2 | –––– | 1-0  | 2-1  |
| Umeå IK      | 1-3  | 1-1  | 3-0  | 3-1  | 1-2  | 2-0  | 2-0  | 0-1  | 4-0  | 2-2  | –––– | 2-2  |
| Vittsjö      | 2-1  | 3-0  | 0-0  | 1-4  | 0-2  | 1-2  | 1-1  | 2-2  | 5-0  | 0-2  | 3-0  | –––– |

## Statistiche

### Classifica marcatrici
Fonte: sito ufficiale.
| Gol |  |  | Giocatore                 | Squadra      |
| --- |  |  | ------------------------- | ------------ |
| 23  |  |  | Christen Press            | Tyresö       |
| 18  |  |  | Pernille Harder           | Linköping    |
| 13  |  |  | Anja Mittag               | LdB Malmö    |
| 13  |  |  | Margrét Lára Viðarsdóttir | Kristianstad |
| 12  |  |  | Marta                     | Tyresö       |
| 12  |  |  | Sarah Michael             | KIF Örebro   |
| 11  |  |  | Manon Melis               | LdB Malmö    |
| 11  |  |  | Jane Ross                 | Vittsjö      |
| 11  |  |  | Sanna Talonen             | KIF Örebro   |